# Лівінгстон (округ, Мічиган)
Шаблон:StateAbbr_ 42°36′ пн. ш. 83°55′ зх. д. / 42.6° пн. ш. 83.91° зх. д.
Округ Лівінґстон (англ. Livingston County) — округ (графство) у штаті Мічиган, США. Ідентифікатор округу 26093.

## Історія
Округ утворений 1833 року.

## Демографія
За даними перепису 
2000 року 
загальне населення округу становило 156951 осіб, зокрема міського населення було 95912, а сільського — 61039.
Серед мешканців округу чоловіків було 79288, а жінок — 77663. В окрузі було 55384 домогосподарства, 43506 родин, які мешкали в 58919 будинках.
Середній розмір родини становив 3,18.
Віковий розподіл населення поданий у таблиці:
| Стать    | До 15 років | 15-21 | 22-29 | 30-39 | 40-49 | 50-65 | 65-85 | Понад 85 |
| -------- | ----------- | ----- | ----- | ----- | ----- | ----- | ----- | -------- |
| Чоловіки | 19408       | 7655  | 6031  | 13057 | 14522 | 12938 | 5311  | 366      |
| Жінки    | 18067       | 6510  | 5808  | 13585 | 14023 | 12310 | 6418  | 942      |

## Суміжні округи
- Дженесі – північний схід
- Окленд – схід
- Воштено – південь
- Джексон – південний захід
- Інгем – захід
- Шаявассі – північний захід

## Виноски
1. ↑  US Decennial Census. US Census Bureau. Архів оригіналу за 26 квітня 2015. Процитовано 26 вересня 2014.
2. ↑  Historical Census Browser. University of Virginia Library. Архів оригіналу за 11 серпня 2012. Процитовано 26 вересня 2014.
3. ↑  Population of Counties by Decennial Census: 1900 to 1990. US Census Bureau. Архів оригіналу за 15 лютого 2015. Процитовано 26 вересня 2014.
4. ↑  Census 2000 PHC-T-4. Ranking Tables for Counties: 1990 and 2000 (PDF). US Census Bureau. Архів (PDF) оригіналу за 18 грудня 2014. Процитовано 26 вересня 2014.
5. ↑  State & County QuickFacts. U.S. Census Bureau. Архів оригіналу за 6 червня 2011. Процитовано 28 серпня 2013.(англ.) Наведено за англійською вікіпедією.
6. ↑  American FactFinder. Бюро перепису населення США. Архів оригіналу за 26 лютого 2012. Процитовано 31 січня 2008.

| США | Це незавершена стаття з географії США. Ви можете допомогти проєкту, виправивши або дописавши її. |